# Royal Football Club Aubel
Maillots
Dernière mise à jour : 29 juin 2024.
Le Royal Aubel Football Club est un club de football belge fondé en 1939 et basé à Aubel, en province de Liège. Le club porte le matricule 2816 et a, au cours de son Histoire, disputé 18 saisons dans les divisions nationales, dont 4 au troisième niveau. Lors de la saison 2024-2025, il évoluera en 3ème division nationale (série B).

## Histoire
Le club est fondé en 1939 sous le nom de AUBEL FOOTBALL CLUB. Il s'affilie à l'Union Belge le 1er juin de la même année, et reçoit le matricule 2816. Il débute dans les séries provinciales liégeoises, où il gravit petit à petit les échelons pendant un peu plus de quarante ans. En 1972, le club rejoint pour la première fois la Promotion, quatrième niveau national.
Le club évolue durant quatre saisons au niveau national, obtenant une huitième place en 1974 comme meilleur résultat. Dernier de sa série en 1976, le club est relégué en première provinciale. Il remonte en Promotion dès la saison suivante, mais ne parvient pas à s'y maintenir et redescend après une seule saison. Il faut attendre 1981 pour revoir le club en nationale.
Bien décidé à ne plus lutter pour le maintien, le club se renforce, et termine quatre saisons consécutives dans le milieu de classement. En 1986, le club termine deuxième dans sa série, à égalité de points avec le vainqueur, l'Excelsior Virton, mais Aubel est classé deuxième pour avoir remporté moins de victoires, ratant la promotion en Division 3. Ce n'est que partie remise car le club est sacré champion l'année suivante, et est ainsi promu pour la première fois de son histoire en 3ème division. Dès sa montée, le club se maintient sans problème, et termine neuvième en 1988, puis cinquième en 1989. Vers le 26 avril 1989, le club est reconnu "Société Royale". Il adapte son appellation  en ROYAL AUBEL FOOTBALL CLUB, le 1er juillet 1989. Malheureusement pour le club, les deux saisons suivantes sont moins bonnes. S'il se maintient de justesse en 1990, il termine avant-dernier l'année suivante et est condamné à retourner en Promotion.
Aubel espère jouer les premiers rôles dans la lutte pour le titre et remonter rapidement en Division 3. Mais après une sixième place honorable, le club doit à nouveau lutter pour son maintien. Finalement, il termine dernier de sa série en 1994 et est renvoyé vers les séries provinciales après 13 saisons consécutives jouées en nationale. Le club n'est plus jamais remonté en Promotion depuis lors. Il chute même jusqu'en 2ème provinciale dans les années qui suivent, et s'il parvient à remonter en 1ère provinciale en 2007, il en est relégué trois ans plus tard.
Lors de la saison 2023-2024, Aubel termine à la troisième place de la 1ère provinciale juste derrière le KFC Eupen et l'ESFC Geer. Les Vert et Blanc participeront au tour final, où ils seront sortis d'emblée par leurs voisins de l’AC Hombourg. Mais à la suite du retrait de Warnant et de la mise en faillite de l’URSL Visé, le RFC Aubel est finalement promu en 3ème division nationale grâce à son classement lors de la saison régulière, et retrouve donc l'échelon national 30 ans après l’avoir quitté.
En juin 2024, afin de fêter les 85 ans du club, le R Aubel Fc accueillit le Royal Standard Club de Liège pour un match amical. Victoire liégeoise par un 0-5 devant une assistance de 1133 personnes 
Le 28 juin 2025, le R Aubel Fc joua son premier match de préparation contre le Royal Standard Club de Liège. Victoire des Liégeois 0-3 (0-1 à la mi-temps) devant une assemblée de plus ou moins 1500 spectateurs.  

## Résultats dans les divisions nationales
Statistiques mises à jour le 13 juin 2013

### Palmarès
- 1 fois champion de Belgique de Promotion en 1987
- Finaliste de la coupe de la Province de Liège (P1/P2) en 2022. Finale perdue face à l'Étoile Elsautoise. Lieu: Visé
- Vainqueur de la coupe de la Province de Liège (P1/P2) en 2024. Finale gagnée face à ESFC Geer. Lieu: Blegny

### Bilan
| Niv | Divisions     | Jouées | Titres | TM Up | TM Down |
| --- | ------------- | ------ | ------ | ----- | ------- |
| I   | 1re nationale | 0      | 0      |       |         |
| II  | 2e nationale  | 0      | 0      |       |         |
| III | 3e nationale  | 4      | 0      |       |         |
| IV  | 4e nationale  | 14     | 1      |       |         |
| V   | 5e nationale  | 1      | 0      |       |         |
|     |               |        |        |       |         |
|     | TOTAUX        | 19     | 1      | 0     | 0       |

- TM Up : test-match pour départager des égalités, ou toutes formes de Barrages ou de Tour final pour une montée éventuelle.
- TM Down : test-match pour départager des égalités, ou toutes formes de Barrages ou de Tour final pour le maintien.

### Classements saison par saison
| Ordre               | Saison  | Nom du club | Niveau             | Classement final | Remarques          |
| ------------------- | ------- | ----------- | ------------------ | ---------------- | ------------------ |
| 1                   | 1972-73 | Aubel FC    | Promotion série A  | 11e/16           |                    |
| 2                   | 1973-74 | Aubel FC    | Promotion série B  | 8e/16            |                    |
| 3                   | 1974-75 | Aubel FC    | Promotion série B  | 13e/16           |                    |
| 4                   | 1975-76 | Aubel FC    | Promotion série C  | 16e/16           | Relégué!           |
| séries provinciales |         |             |                    |                  |                    |
| 5                   | 1977-78 | Aubel FC    | Promotion série A  | 14e/16           | Relégué!           |
| séries provinciales |         |             |                    |                  |                    |
| 6                   | 1981-82 | Aubel FC    | Promotion série D  | 9e/16            |                    |
| 7                   | 1982-83 | Aubel FC    | Promotion série C  | 7e/16            |                    |
| 8                   | 1983-84 | Aubel FC    | Promotion série C  | 8e/16            |                    |
| 9                   | 1984-85 | Aubel FC    | Promotion série C  | 4e/16            |                    |
| 10                  | 1985-86 | Aubel FC    | Promotion série D  | 2e/16            | [ saisons 1 ]      |
| 11                  | 1986-87 | Aubel FC    | Promotion série D  | 1er/16           | Champion et promu! |
| 12                  | 1987-88 | Aubel FC    | Division 3 série B | 9e/16            |                    |
| 13                  | 1988-89 | Aubel FC    | Division 3 série B | 5e/16            |                    |
| 14                  | 1989-90 | R. Aubel FC | Division 3 série B | 13e/16           |                    |
| 15                  | 1990-91 | R. Aubel FC | Division 3 série B | 15e/16           | Relégué!           |
| 16                  | 1991-92 | R. Aubel FC | Promotion série C  | 6e/16            |                    |
| 17                  | 1992-93 | R. Aubel FC | Promotion série D  | 12e/16           |                    |
| 18                  | 1993-94 | R. Aubel FC | Promotion série C  | 16e/16           | Relégué!           |
| séries provinciales |         |             |                    |                  |                    |
| 19                  | 2024-25 | R. Aubel FC | D3ACFF série B     | 7e/16            |                    |